# Servicio de Investigación Prehistórica de Valencia
El Servicio de Investigación Prehistórica de Valencia (SIP) se creó el año 1927 en el seno de la Diputación de Valencia. Nació como una institución científica dedicada desde un comienzo a la investigación (excavaciones arqueológicas y estudios de materiales y yacimientos), conservación y divulgación del patrimonio arqueológico valenciano.

## Localización
Actualmente, y desde 1982 el SIP se encuentra en la antigua Casa de la Beneficencia de Valencia, donde también están el Museo de Prehistoria de Valencia y el Museo Valenciano de Etnología. Este es un edificio situado entre las calles de la Corona y de Guillén de Castro.

## Historia
El Servicio de Investigación Prehistórica se fundó en un contexto donde ya otras muchas asociaciones, entes y arqueólogos de renombre habían empezado a forjar la fuerte tradición arqueológica de la Comunidad Valenciana. Desde un comienzo, con la dirección de Isidro Ballester Tormo, el SIP quería conocer y ayudar en la tarea investigadora que se llevaba a cabo en las tres provincias valencianas, a través de excavaciones, estudios y publicaciones.
El momento de la fundación fue cuando a finales de 1927, la Diputación de Valencia compró la colección de cerámica en su mayoría procedente del poblado de Mas de Menente (Alcoy), a su excavador don Fernando Ponsell, y la instaló en una sala del palacio de la Generalidad, creando el Servicio de Investigación Prehistórica (SIP) de la Diputación de Valencia y el Museo de Prehistoria de Valencia.
Desde un principio, la actividad investigadora del SIP se relacionó muy especialmente con las excavaciones arqueológicas, la conservación, restauración e interpretación del material obtenido de estas excavaciones y su difusión a través de publicaciones y del propio museo. 
De hecho, la creación del SIP ya estaba muy ligada a sus líneas de actuación, reflejadas en sus departamentos de excavaciones, laboratorio, biblioteca especializada, museo y publicaciones. Su actividad arqueológica ha ido conformando una colección de gran valor patrimonial y científico, convirtiendo al SIP y al Museo de Prehistoria de Valencia en una institución de referencia a nivel nacional.[cita requerida]
Desde bien pronto, quedaron ligados a la institución nombres como Luis Pericot García, Mariano Jornet Perales, Gonzalo Viñes Masip, Salvador Espí Martí, etc. Igualmente, la colaboración de figuras internacionales como por ejemplo Hugo Obermaier o Paul Wernert, ha sido clave en las investigaciones del SIP relacionadas con el arte rupestre y la cultura ibérica.
La fundación del Museo de Prehistoria de Valencia impulsó la creación otros museos arqueológicos en la Comunidad Valenciana. A principios de los años 30 inauguró el Museo de Castelló y el Arqueológico de Alicantee. Y más adelante, el Arqueológico de Elche en 1947, muy ligado a las excavaciones en La Alcudia de Elche de Ramos.
Durante la Guerra Civil la tarea de investigación arqueológica se paró en todas partes. Aun así, el SIP, junto con otras instituciones culturales como las Comisiones de Monumentos Provinciales, se encargó de la recuperación y conservación del patrimonio histórico-artístico en peligro. 
La actividad del SIP de los años 40 se caracterizó por la participación de sus miembros en congresos nacionales e internacionales, en la colaboración con figuras externas, como por ejemplo los profesionales catalanes, en la proyección de su actividad divulgativa con conferencias, visitas guiadas, atención a investigadores foráneos, etc.
Pero la actividad arqueológica de las tierras valencianas también suponía entonces «rivalidades entre profesionales e instituciones, hallazgos arqueológicos sorprendentes y polémicas, consolidación de las instituciones museísticas...».
A finales de los años 40, el CSIC decidió incorporar el SIP como su sección de Prehistoria en Valencia, consolidando de esta forma el Servicio de Investigación Prehistórica.
Más adelante, un buen número de colaboradores e investigadores continuaron la labor primera del SIP: investigar, conservar y difundir. Luis Pericot García, Domingo Fletcher, Julián San Valero, Enrique Pla... son personajes destacados en la investigación arqueológica a nivel internacional y que hicieron mucho por el SIP y el Museo de Prehistoria de Valencia. [cita requerida]
El Servicio de Investigación Prehistórica de Valencia continúa su tarea en la actualidad en los campos de la investigación arqueológica, la conservación y la difusión de las investigaciones, a través de sus diversos departamentos y del propio Museo de Prehistoria de Valencia.

## Yacimientos destacados
La Bastida de les Alcusses
La Bastida de les Alcusses de Mogente es un yacimiento ibérico del siglo IV a. C. y uno de los primeros proyectos de excavación del S.I.P.
La Carencia
La Carencia de Turís fue una ciudad ibérica, de más de 8 ha, fundada en el siglo IV a. C. ,perviviendo desde tiempos romanos hasta el siglo II d. C., aunque con un área más reducida. En época islámica se redujo a una torre de vigilancia vigía.
Los Villares - Kelin
Las excavaciones en Los Villares (Caudete de las Fuentes) se iniciaron en los años 1950-1960, y desde 1980 están dirigidas por Consuelo Mata Parreño, profesora de la Universidad de Valencia.
Cinto Mariano
Yacimiento localizado al pie de un abrigo rocoso abierto en la margen izquierda del río Magro, a unos 4 km del núcleo urbano de Requena.
Lloma de Betxí
Al oeste de la ciudad de Valencia, en el paraje de la Vallesa de Mandor, se encuentra el poblado de la Edad de Bronce de la Lloma de Betxí de Paterna.
Cova del Bolomor
La Cova del Bolomor se encuentra enclavada en los farallones del barranco del Bolomor, en el extremo meridional del valle de La Valldigna, en las estribaciones del macizo del Mondúver.